# Rochusberg (Spessart)
Der Rochusberg ist ein 333 Meter hoher Berg bei Geiselbach im Spessart im Landkreis Aschaffenburg in Bayern.

## Geographie
Der Rochusberg liegt nordöstlich von Geiselbach auf der Gemarkung Geiselbacher Forst, die bis 2014 gemeindefreies Gebiet war. Der langgezogene Berg hat einen Doppelgipfel. Beide liegen etwa 180 m voneinander entfernt und sind in etwa gleichhoch. Im Osten des Rochusberges verläuft die Staatsstraße 2306. Südlich liegt der Gleisberg (352 m), im Norden grenzt bei Waldrode der Junkernberg (335 m), der auch Ronsberg genannt wird und im Nordosten dominiert der Franzosenkopf. Um den Rochusberg entspringen die Quellbäche des Näßlichbaches.